# Ulrich A. Boschwitz

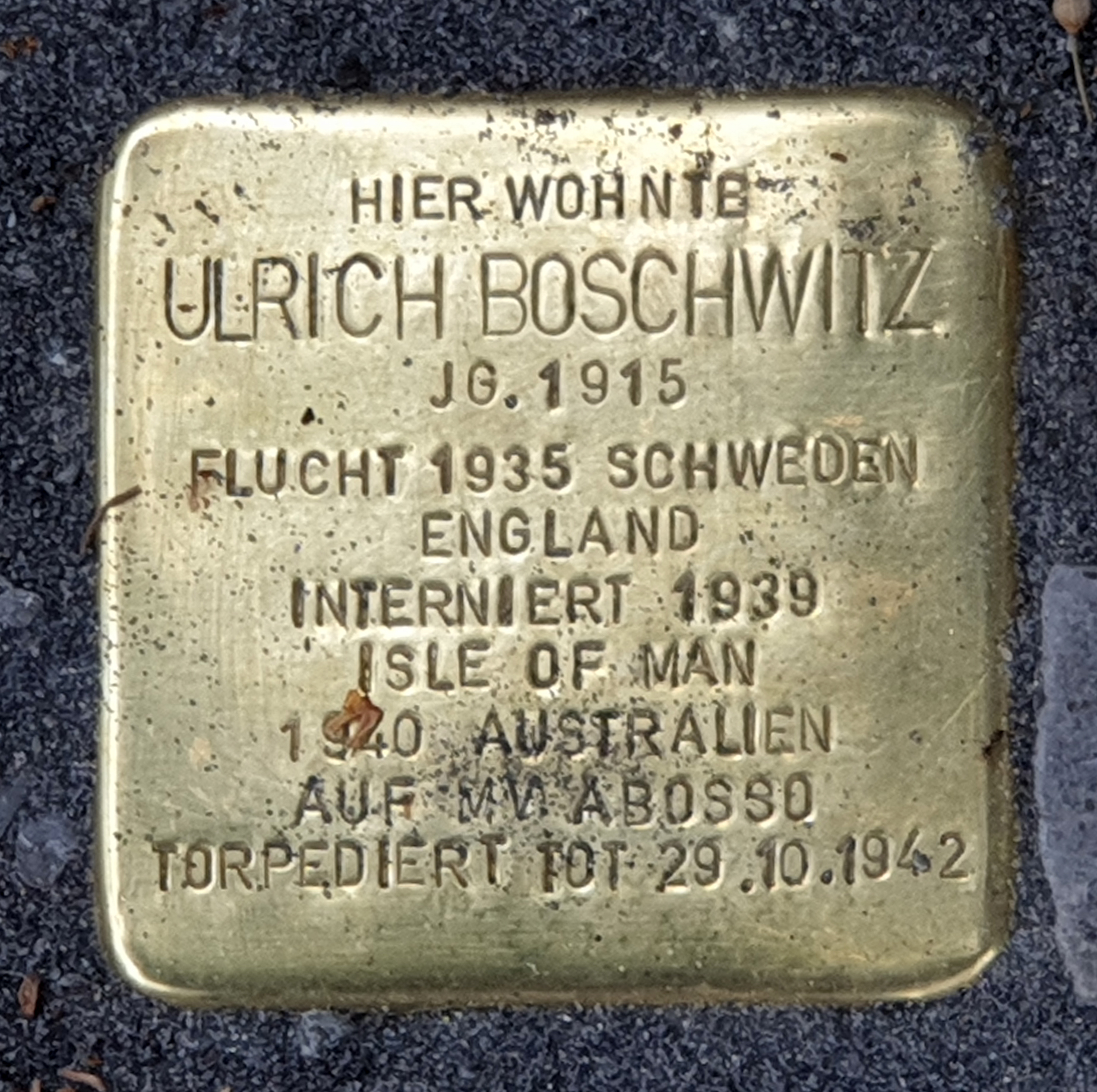
Stolperstein am Haus Hohenzollerndamm 81 in Berlin-Schmargendorf

Ulrich Alexander Boschwitz, Pseudonym John Grane (* 19. April 1915 in Berlin; † 29. Oktober 1942), war ein deutscher Schriftsteller.

## Leben
Boschwitz wurde 1915 als Sohn eines jüdischen Kaufmanns geboren, der noch im selben Jahr als Soldat im Ersten Weltkrieg fiel. Seine Mutter Martha Wolgast Boschwitz stammte aus einer Lübecker Senatorenfamilie. Durch die Mutter erhielt Boschwitz eine streng protestantische Erziehung.
In der Zeit des Nationalsozialismus emigrierte Boschwitz 1935, als er den Musterungsbefehl der Wehrmacht erhielt, gemeinsam mit seiner Mutter nach Schweden; seine Schwester war bereits 1933 geflohen. Von Schweden zog er weiter nach Norwegen und 1936 nach Frankreich. 1937/38 hielt er sich in Luxemburg auf, wo er polizeilich ausgewiesen wurde und nach Belgien zog. Von dort gingen er und seine Mutter 1939 weiter nach England. Nach Kriegsausbruch wurden sie als „feindliche Ausländer“ in einem Lager auf der Isle of Man interniert. Nachdem die britische Regierung beschlossen hatte, alle männlichen Internierten nach Übersee zu deportieren, wurde er im Sommer 1940 auf der Dunera nach Sydney verschifft. Von dort kam er in ein Lager in Hay in New South Wales, unter anderen zusammen mit Peter Stadlen und Albin Stübs. Im Rahmen seiner Rückreise nach England befand er sich 1942 auf der Abosso, welche im Atlantik vom deutschen U-Boot U 575 torpediert wurde und unterging. Boschwitz starb im Alter von 27 Jahren, sein letztes Manuskript versank wohl mit ihm.
Sein Roman Menschen neben dem Leben wurde 1937 in einer schwedischen Übersetzung (Människor utanför) verlegt. Sein zweites Buch Der Reisende erschien unter dem Pseudonym John Grane 1939 in London in englischer Sprache, The man who took trains, bzw. 1940 dieselbe Fassung in den USA unter dem Titel The fugitive. Eine postume Ausgabe in der Übersetzung von Maurice Rémon erschien 1945 in Frankreich unter dem Titel Le fugitif.
Von seinen beiden Büchern wurde 2018 zunächst der Roman Der Reisende in der deutschen Originalsprache verlegt; 2019 folgte auch der Debütroman Menschen neben dem Leben.
Am 13. Juli 2019 wurden an seinem ehemaligen Wohnort in Berlin-Schmargendorf, Hohenzollerndamm 81, Stolpersteine für ihn und seine Familie verlegt.

## Romane
- Menschen neben dem Leben, herausgegeben von Peter Graf, Klett-Cotta, Stuttgart 2019, ISBN 978-3-608-96409-7.
  - John Grane: Människor utanför. Bonnier, Stockholm 1937
  - John Grane: Människor utanför. Hörbuch. Sprecher Bo Green. TPB, Enskede 2004 (1 CD; 9 h 26 min.)
- Der Reisende, herausgegeben von Peter Graf, Klett-Cotta, Stuttgart 2018, ISBN 978-3-608-98123-0.
  - John Grane: The man who took trains, aus dem Deutschen von Trevor & Phyllis Blewitt. Hamilton, London 1939
  - John Grane: Le fugitif. Übersetzung Maurice Rémon. Michel, Paris 1945
  - Ulrich A. Boschwitz: De reiziger. Übersetzung Izaak Hilhorst, Irene Dirkes. Lebowski, Amsterdam 2018, ISBN 978-90-488-4621-4
  - Ulrich Alexander Boschwitz: The Passenger: A Novel, aus dem Deutschen von Philip Boehm, Metropolitan Books, New York. 2021, ISBN 978-1-250-31714-8
  - 2019/20 wurde das Buch im Auftrag des Goethe-Instituts in acht Sprachen übersetzt.[7]
  - 2021 wurde das Buch in Großbritannien ein Bestseller.[8]